# Patrimoni dell'umanità del Bahrein
I patrimoni dell'umanità del Bahrein sono i siti dichiarati dall'UNESCO come patrimonio dell'umanità in Bahrein, che è divenuto parte contraente della Convenzione sul patrimonio dell'umanità il 28 maggio 1991.
Al 2020 i siti iscritti nella Lista dei patrimoni dell'umanità sono tre, mentre sei sono le candidature per nuove iscrizioni. Il primo sito iscritto nella lista è stato nel 2005 Qal'at al-Bahrain - antico porto e capitale di Dilmun, durante la ventinovesima sessione del comitato del patrimonio mondiale. Nel 2012, nella trentaseiesima sessione, il sito intitolato Raccolta delle perle, testimonianza dell'economia di un'isola è divenuto il secondo sito bahreinita riconosciuto dall'UNESCO. Il terzo patrimonio è costituito dai tumuli sepolcrali della cultura Dilmun, inclusi nella lista nel 2019 dalla quarantatreesima sessione del comitato. Tutti i siti sono considerati culturali, secondo i criteri di selezione.

## Siti del Patrimonio mondiale
| Foto | Sito                                                          | Luogo                                                   | Tipo                          | Anno | Descrizione |
| ---- | ------------------------------------------------------------- | ------------------------------------------------------- | ----------------------------- | ---- | --- |
|      | Qal'at al-Bahrain - antico porto e capitale di Dilmun         | Al Qala                                                 | Culturale (1192; ii, iii, iv) | 2005 | Qal'at al-Bahrain è un tipico tell i cui strati testimoniano una continua presenza umana dal 2300 a.C. circa al XVI secolo d.C. Circa il 25% del sito è stato scavato, rivelando strutture di diverso tipo: residenziali, pubbliche, commerciali, religiose e militari; esse testimoniano l'importanza del sito, un porto commerciale, nel corso dei secoli. Sulla sommità del tumulo di 12 m si trova l'imponente forte portoghese, che ha dato il nome all'intero sito, qal'a (forte). Il sito era la capitale dei Dilmun, una delle civiltà antiche più importanti della regione, e contiene i più ricchi resti inventariati di questa civiltà, che finora era conosciuta solo attraverso riferimenti scritti sumeri. |
|      | Raccolta delle perle, testimonianza dell'economia di un'isola | Governatorato di Muharraq                               | Culturale (1364; iii)         | 2012 | Il sito è costituito da diciassette edifici nella città di Al Muharraq, tre banchi di ostriche al largo, parte della costa e la fortezza di Qal'at Bu Mahir sulla punta meridionale dell'isola di Muharraq, da dove partivano le barche per i banchi di ostriche. Gli edifici elencati includono residenze di ricchi mercanti, negozi, magazzini e una moschea. Il sito è l'ultimo esempio completo rimasto della tradizione culturale della perla e della ricchezza che ha generato in un'epoca in cui il commercio dominava l'economia del Golfo (dal II secolo al 1930, quando il Giappone sviluppò le perle coltivate). |
|      | Tumuli sepolcrali della cultura Dilmun                        | Governatorato Meridionale, Governatorato Settentrionale | Culturale (1542; iii, iv)     | 2019 | I tumuli della cultura Dilmun, costruiti tra il 2200 e il 1750 a.C., si estendono su 21 siti archeologici nella parte occidentale dell'isola. Sei di questi siti sono complessi funerari composti da poche decine a diverse migliaia di tumuli. In tutto si contano circa 11 774 tumuli funerari, originariamente a forma di basse torri cilindriche. Gli altri 15 siti includono 17 tumuli reali, costruiti come torri sepolcrali a due piani. I tumuli funerari sono la prova della prima civiltà di Dilmun, intorno al II millennio a.C., durante la quale il Bahrein divenne un centro commerciale la cui prosperità permise agli abitanti di sviluppare un'elaborata tradizione funeraria applicabile all'intera popolazione. Queste tombe illustrano caratteristiche uniche a livello mondiale, non solo per numero, densità e scala, ma anche per dettagli come le camere sepolcrali dotate di alcove. |

## Siti candidati
| Foto | Sito                                                                 | Luogo         | Tipo                      | Anno       | Descrizione |
| ---- | -------------------------------------------------------------------- | ------------- | ------------------------- | ---------- | --- |
|      | Campo di tumuli della città di Hamad                                 | Madinat Hamad | Culturale (1568)          | 25/09/2001 | I tumuli ricoprono tutti una camera sepolcrale rettangolare centrale, costruita con blocchi grezzi di calcare, e ricoperta da lastre dello stesso materiale. Questa camera, generalmente orientata nord-sud, è costruita a livello del suolo, o talvolta leggermente scavata nel substrato. Presenta spesso una o più nicchie laterali destinate a ricevere l'arredo funerario. Non tutte le tombe sono occupate. Ciò è sostanzialmente dovuto alle pessime condizioni di conservazione, ed eventuali cenotafi (monumenti senza corpo) sono puramente accidentali. |
|      | Tempio di Barbar                                                     | Barbar        | Culturale (1570)          | 25/09/2001 | Due tell vicino al villaggio di Barbar coprivano il tempio più grande mai trovato in Bahrein e un tempio vicino più piccolo. Il Tempio di Barbar è in realtà composto da tre templi, uno successivo all'altro nello stesso sito. I due templi più antichi sono terrazzati con una piattaforma centrale sopra una piattaforma ovale esterna, una caratteristica architettonica paragonabile ai templi sumeri. I Templi di Barbar, costruiti nel terzo e secondo millennio a.C., sono tra le più notevoli testimonianze architettoniche del mondo antico e non hanno eguali nella regione. |
|      | Parco del patrimonio di Saar                                         | Saar          | Culturale (1571)          | 25/09/2001 | Nell'area intorno a Saar si trovano diversi monumenti archeologici: il complesso di sepoltura meridionale della primitiva città di Dilmun (il complesso "a nido d'ape"), il complesso di sepoltura settentrionale, il tempio del tardo periodo Dilmun, alcuni tumuli funerari singoli. Per massimizzare il loro fascino per il pubblico, questi resti dovrebbero essere promossi collettivamente come un'unica attrazione, creando un Parco patrimoniale per proteggere e sviluppare tutti i monumenti sopra elencati. |
|      | Riserva delle isole Hawar                                            | Isole Hawar   | Naturale (1579; vii, ix)  | 07/11/2001 | Le isole sono l'ultima area di natura selvaggia rimasta incontaminata e altamente vulnerabile del Bahrein, possiedono una bellezza naturale unica, un valore nazionale ma insostituibile. Nonostante le piccole dimensioni di queste isole, offrono molte attrazioni per tutti gli amanti della natura e gli avventurieri della fauna selvatica. I trampolieri migratori, le multicolori barriere coralline, le mandrie erranti di dugonghi in via di estinzione, che nuotano pacificamente attraverso le calme acque poco profonde e verdi tra rigogliose praterie di alghe rappresentano alcuni scenari affascinanti delle attrazioni naturali dell'isola.                                                              |
|      | Manama, città di commercio, multiculturalismo e convivenza religiosa | Manama        | Culturale (6354; ii, iii) | 20/07/2018 | La proprietà comprende una varietà di componenti tra cui l'area del suq, le case mercantili, i negozi, così come gli edifici pubblici come la dogana, il Bab al-Bahrain o la vecchia corte. Molti edifici mostrano influenze straniere, come il portico in legno che si trova su molti edifici residenziali originario della Persia, o i vari edifici dell'era moderna che presentano caratteristiche dell'architettura coloniale britannica. Non da ultimo a causa della sua lunga storia come centro commerciale, Manama divenne un crogiolo di culture diverse e un luogo di pacifica convivenza religiosa, rappresentata da oltre 120 luoghi di culto e da una varietà di feste religiose celebrate nelle sue strade. |
|      | Insediamento petrolifero di Awali                                    | Awali         | Culturale (6397; ii, iv)  | 04/03/2019 | Awali è un insediamento di circa 400 edifici situato su un altopiano sopra la pianura di Mughaidrat, dove il petrolio è stato scoperto e sfruttato per la prima volta nella penisola arabica. Awali è il primo "campo" o insediamento petrolifero moderno nel Golfo Persico, che ha fornito un'area residenziale recintata e un ambiente di lavoro per una nuova comunità internazionale di specialisti del petrolio e tecnocrati, che erano in posizioni chiave per stabilire e gestire la nuova industria. Costruito dal 1934 dalla Bahrain Petroleum Company (Bapco), l'insediamento combina alloggi e molteplici strutture pubbliche e servizi per il tempo libero.                                                   |